# Doleschallia demetria
Doleschallia demetria är en fjärilsart som beskrevs av Hans Fruhstorfer 1912. Doleschallia demetria ingår i släktet Doleschallia och familjen praktfjärilar. Inga underarter finns listade i Catalogue of Life.